# Spieß-Weide
Die Spieß-Weide (Salix hastata) ist eine Pflanzenart aus der Gattung der Weiden (Salix).

## Beschreibung
Die Spieß-Weide ist ein dicht verzweigter Kleinstrauch mit aufrechten Ästen und erreicht Wuchshöhen von 0,8 bis 1,2 Meter und Breiten von 1,5 bis 2 Meter. Die wechselständigen Laubblätter sind eiförmig und unterseits bläulich grün und 2 bis 4 cm lang.
Die Spieß-Weide blüht im April/Mai, vor dem Laubaustrieb. Die 3 bis 5 cm langen, zahlreichen Kätzchen sitzen an 5 mm langen Stielen und sind silbrig, später gelb.
Die Chromosomenzahl beträgt 2n = 38.

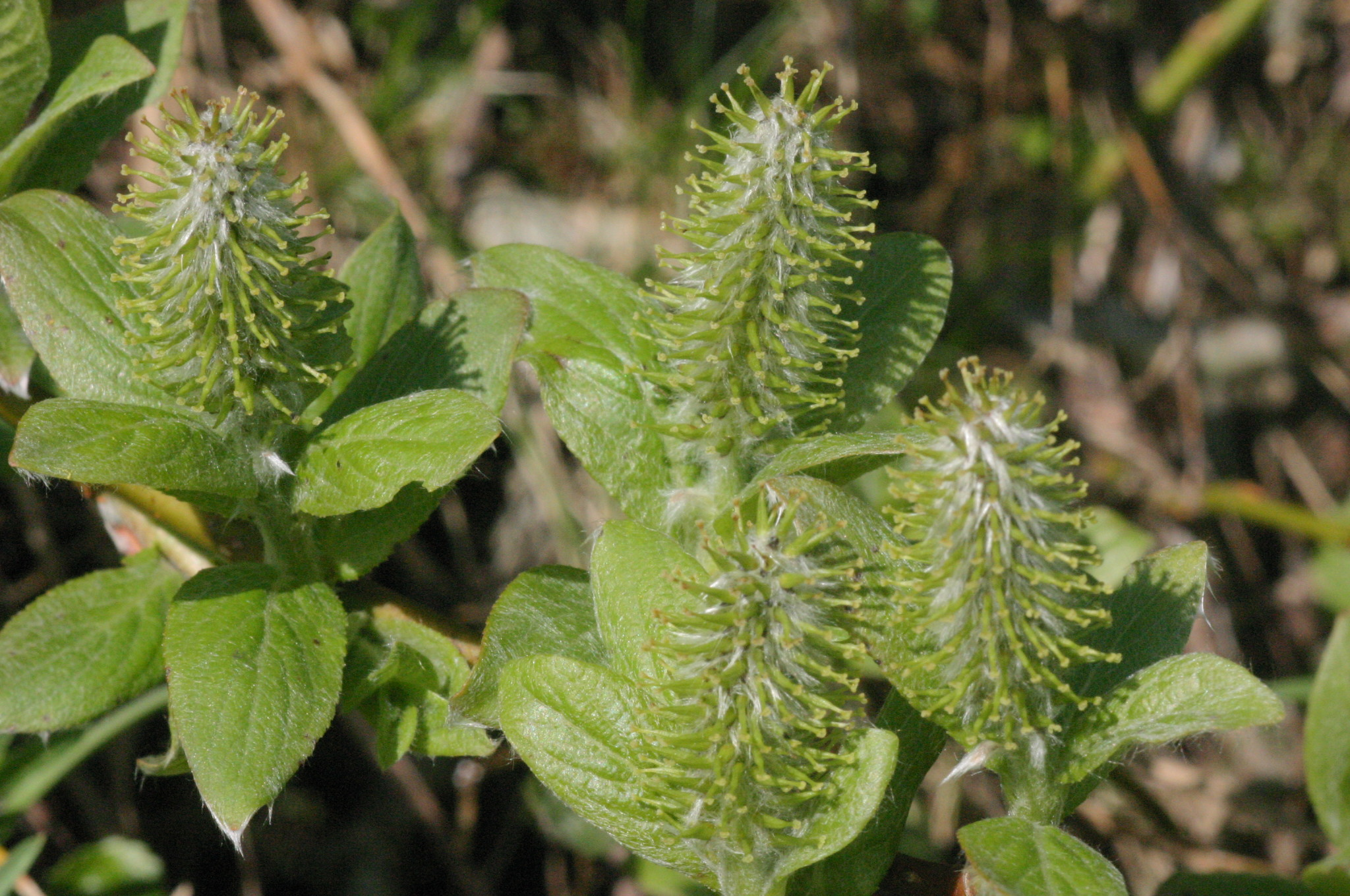
Weibliche Kätzchen

## Verbreitung & Standort
Salix hastata wächst im arktischen und subarktischen Europa, in Nordamerika und in den Gebirgen Mittel- und Südeuropas. Im Südharz sind die Vorkommen erloschen.
Die Spieß-Weide gedeiht aus sickerfrischen oder sickerfeuchten, nährstoffreichen und  basenreichen, humosen Stein- oder Lehmböden in sonniger Lage. Sie wächst im subalpinen und alpinen Hochstauden-Gebüsch des Knieholzgürtels. Sie kommt zusammen mit Salix waldsteiniana vor in Gesellschaften des Verbands Salicion waldsteinianae und gern auch im Kontakt mit dem Alnetum viridis. In den Allgäuer Alpen steigt sie in Bayern östlich oberhalb des Waltenberger-Hauses bis zu 2150 Metern Meereshöhe auf.

## Systematik
Man kann in Europa drei Unterarten unterscheiden:
- Salix hastata L. subsp. hastata
- Salix hastata subsp. subintegrifolia (Flod.) Flod.: Sie kommt in Norwegen, Schweden, Finnland und Russland vor.[3]
- Salix hastata subsp. vegeta (Andersson) Flod.: Sie kommt in Dänemark, Norwegen und Schweden vor.[3]